# Tolar
El tolar fou la moneda d'Eslovènia des d'octubre de 1991 fins a la seva substitució definitiva per l'euro a començament del 2007. Es dividia en 100 stotinov (singular stotin). Era emès pel Banc d'Eslovènia (Banka Slovenije). El seu codi ISO 4217 era SIT.
El nom tolar deriva del tàler, una moneda de plata encunyada per primer cop el 1518 a Joachimsthal (Bohèmia), d'on prové també el nom del dòlar.
El 28 de juny del 2004 el tolar va entrar al mecanisme europeu de taxes de canvi ERM II, segons el qual un euro equivalia a 239,64 SIT, amb una banda de fluctuació del 15%. Aquesta taxa de canvi fou considerada definitiva l'11 de juliol del 2006 i el tolar fou reemplaçat per l'euro el primer de gener del 2007.
El 16 de juny de 2006 els caps d'Estat i de Govern dels Vint-i-cinc van aprovar la proposta de la Comissió Europea de l'entrada d'Eslovènia a l'euro per a l'1 de gener de 2007. Així, van fixar en 239,64 SIT el canvi irrevocable del tolar eslovè amb l'euro.
Els eslovens van escollir les cares de la nova moneda comuna, que representen paisatges i herois nacionals. La moneda d'un euro, per exemple, recull la figura de Primož Trubar, l'autor del primer llibre imprès a Eslovènia el segle xvi.
En el moment de la seva substitució per la moneda comuna europea, en circulaven monedes de 10, 20 i 50 stotinov i d'1, 2, 5, 10, 20 i 50 tolars, i bitllets de 10, 20, 50, 100, 200, 500, 1.000, 5.000 i 10.000 tolars.